# Ulv Galiciefarer
Ulv Galiciefarer ( Galicieulv ca. 1010 eller Jarl Galizu-Úlfr) var en dansk jarl og vikinghøvding berømt for sine strejftogt og plyndringer i Galicien i det tidlige 11. århundrede, måske i 1028 eller 1048 i Bermudo 3. af León og Ferdinand 1. af Leóns regeringstid. Ifølge Saxo og knytlingesaga var Galicieulv farfar til Dronning Bodil.

## Biografi
Knýtlingesagaen fortæller, at Ulv drog på “vikingetogt i vesterled” langs Vesteuropas kyster for at erobre Galicien i Nordspanien omkring Santiago de Compostela. Denne hellige by var 997-1078 i muslimernes vold, og Ulv har været på en slags korstog. Sandsynligvis var han opslugt af at plyndre med relativt lidt modstand. Nogle legender hævder, at han tjente som lejesoldat for Romariz i angrebet på Lip Slot ved det nuværende Lugo mod Bermudo 3.. Nogle hævder endda, at Ulv tjente som lejesoldat hos grev Rodrigo Romariz og at Ulv hjalp ham med at sejre over baskerne. Plyndringerne fortsatte til Ulf blev udvist, men først efter plyndringerne af byen Redondela og klostersamfundene på øerne San Simon, Cies og Toralla. Efter hans udvisning skete der et mærkbart fald i vikingeangrebene på Galicien.

## Familie
Ifølge Saxo Grammaticus, kom Úlfr (Norrønt: ulv) fra en adelig slægt.
Han giftede sig som ung med Bodil Haakonsdatter (f. 1014), datter af Håkon Eiriksson (Håkon Eiriksson Ladejarl). De havde en søn, Thrugot Fagerskind (1032 med tilnavnet 'bleghud' selv om hans hud ironisk nok måske var mørk[kilde mangler]). Thrugot blev garderkaptajn. Trugots datter, Bodil Thrugotsdatter (1056-1103) giftede sig med den danske konge Erik Ejegod. Parret døde på en pilgrimsfærd til det hellige land, og deres søn, Knud Lavard, blev den første slesvigske hertug.